# Trải nghiệm khách hàng
Trải nghiệm khách hàng (Customer experience) bắt nguồn từ một tập hợp các tương tác giữa khách hàng và sản phẩm, doanh nghiệp hoặc một phần của doanh nghiệp. Trải nghiệm này hoàn toàn mang tính cá nhân và bao hàm sự tham gia của khách hàng ở các cấp độ khác nhau (lý trí, tình cảm, thể chất và tinh thần).
Meyer và Schwager (2007) giải thích cụ thể hơn rằng trải nghiệm khách hàng là những phản ứng trong tâm trí và chủ quan của khách hàng đối với bất kỳ liên hệ trực tiếp hoặc gián tiếp nào với một công ty. Liên hệ trực tiếp thường được bắt đầu bởi khách hàng, xảy ra trong quá trình mua, sử dụng và trải nghiệm các dịch vụ. Liên hệ gián tiếp xảy ra khi khách hàng tình cờ bắt gặp các đại diện của một sản phẩm, dịch vụ hoặc nhãn hiệu của doanh nghiệp. Liên hệ gián tiếp thường có các hình thức như là tiếp thị truyền miệng, quảng cáo, tin tức, đánh giá, v.v.
Đánh giá của trải nghiệm phụ thuộc vào sự so sánh giữa mong đợi của khách hàng và các trải nghiệm thực tế đến từ sự tương tác với công ty. Việc đánh giá sẽ tương ứng với các thời điểm tiếp xúc khác nhau hoặc điểm tiếp xúc khác nhau.

## Tầm quan trọng của việc nghiên cứu trải nghiệm khách hàng
Tạo ra trải nghiệm khách hàng mạnh mẽ hiện đang dẫn đầu trong các mục tiêu quản lý. Theo một nghiên cứu gần đây bởi Accenture (2015; hợp tác với Forrester), cải thiện trải nghiệm khách hàng nhận được nhiều bình chọn là thứ hạng đầu tiên nhất khi các giám đốc điều hành được hỏi về ưu tiên của họ trong 12 tháng tới.
Schmitt (1999) là một trong những học giả đầu tiên nhấn mạnh tầm quan trọng của trải nghiệm khách hàng, Pine và Gilmore (1998) đặc biệt đề cập đến tầm quan trọng của trải nghiệm trong xã hội ngày nay và cơ hội mà các công ty được hưởng từ việc tạo ra trải nghiệm khách hàng mạnh mẽ và lâu dài.
Viện Khoa học Marketing (2014, 2016) xem trải nghiệm khách hàng là một trong những nghiên cứu mang tính thách thức quan trọng nhất trong những năm tới, có thể là do số lượng ngày càng tăng cùng sự phức tạp của các điểm tiếp xúc khách hàng. Họ tin rằng việc tạo ra những trải nghiệm mạnh mẽ, tích cực trong hành trình của khách hàng sẽ dẫn đến những cải tiến mấu chốt bằng việc cải thiện hiệu suất trong hành trình của khách hàng tại nhiều điểm tiếp xúc (nghĩa là, tỷ lệ chuyển đổi cao hơn) và thông qua cải thiện lòng trung thành của khách hàng và truyền miệng (Court và cộng sự 2009; Edelman 2010; Homburg, Jozic và Kuehnl 2015).
Tầm quan trọng của trải nghiệm khách hàng được xem như là là động lực của tiêu dùng, được chỉ ra từ sớm trong các tài liệu kinh tế (Keynes 1936). Trong đó, nó được mô tả như là thước đo mà người tiêu dùng quyết định hàng hóa gì và kết quả của việc trải nghiệm để mua hàng (Parsons 1934).
Dựa trên những phát hiện về các loại trải nghiệm của khách hàng, các nhà nghiên cứu chuyển sang khám phá những quan điểm khác nhau về trải nghiệm của khách hàng phát sinh và phát triển như thế nào trong các tương tác giữa họ với công ty, các kênh, các sản phẩm, các nhân viên, và các dịch vụ mà họ sử dụng (Schmitt 2003).

## Sự phát triển của các nghiên cứu giúp hiểu về trải nghiệm khách hàng
Khái niệm trải nghiệm khách hàng được tích hợp lâu dài trong nhiều tài liệu tiếp thị, trong một số khái niệm nó được hiểu như sự hài lòng của khách hàng, chất lượng dịch vụ, tiếp thị mối quan hệ và tài sản của khách hàng. Để thực sự hiểu và đánh giá cao sự tập trung đổi mới vào trải nghiệm của khách hàng, cần hiểu nguồn gốc của nó để xác định và nhận ra những đóng góp của các lĩnh vực nghiên cứu đã được thiết lập cho trải nghiệm của khách hàng.
Bắt đầu từ những năm 1960 các lý thuyết ban đầu về tiếp thị và hành vi người tiêu dùng được phát triển và truyền đạt, cụ thể là công trình của Philip Kotler (1967), John Howard và Jagdish Sheth (1969). Sau đó, Katherine N. Lemon và cộng sự của mình đã xác định những chủ đề nối tiếp nhau và đóng góp cho nghiên cứu trải nghiệm khách hàng như sau:
• Các mô hình quy trình hành vi mua của khách hàng: hiểu được trải nghiệm của khách hàng và quy trình ra quyết định (Từ năm 1960 đến năm 1970)
• Sự hài lòng và lòng trung thành của khách hàng: ước lượng, đánh giá nhận thức và thái độ của khách hàng về một trải nghiệm (Những năm 1970)
• Chất lượng dịch vụ: xác định bối cảnh cụ thể và các yếu tố của trải nghiệm khách hàng và lập bản đồ hành trình khách hàng (Những năm 1980)
• Tiếp thị mối quan hệ: mở rộng phạm vi phản hồi của khách hàng được xem xét trong trải nghiệm của khách hàng (Những năm 1990)
• Quản trị quan hệ khách hàng (CRM): mô hình liên kết để xác định các yếu tố cụ thể của trải nghiệm khách hàng ảnh hưởng lẫn nhau và kết quả kinh doanh (Năm 2000)
• Lấy khách hàng làm trung tâm và tập trung vào khách hàng: tập trung vào các thách thức liên ngành và tổ chức liên quan đến việc thiết kế và quản lý thành công trải nghiệm của khách hàng (Từ năm 2000 đến năm 2010)
• Sự tham gia của khách hàng: nhận ra vai trò của khách hàng trong trải nghiệm (Những năm 2010)
| Thời gian                | Chủ đề                                                     | Tác giả | Đóng góp cho nghiên cứu trải nghiệm khách hàng |
| ------------------------ | ---------------------------------------------------------- | --- | --- |
| Từ năm 1960 đến năm 1970 | Hành vi mua của khách hàng: Những mô hình về quy trình mua | Lavidge and Steiner (1961); Howard and Sheth (1969) | - Lộ trình hoàn thiện về mua hàng - Điểm trải nghiệm tập trung - Những mô hình liên kết khái niệm - Xem xét trải nghiệm khách hàng và quyết định của khách hàng                                                                                      |
| Những năm 1970           | Sự hài lòng và lòng trung thành của khách hàng             | Oliver (1980); Zeithaml 1988; Bolton and Drew (1991); | - Xác định các số liệu chính để bắt đầu đánh giá trải nghiệm khách hàng tổng thể. - Những mô hình liên kết thực nghiệm để xác định động lực chính. - Ước lượng, đánh giá nhận thức và thái độ của khách hàng về một trải nghiệm.                     |
| Những năm 1980           | Chất lượng phục vụ                                         | Parasuraman, Zeithaml, and Berry (1988); Bitner (1990, 1992); Rust and Chung (2006); Bitner, Ostrom, and Morgan (2008)                                                      | - Dự đoán bản đồ hành trình của khách hàng thông qua kế hoạch chi tiết. - Tiếp thị và hoạt động liên kết - Tập trung vào chất lượng. - Xác định bối cảnh cụ thể và các yếu tố của khách hàng.                                                        |
| Những năm 1990           | Tiếp thị mối quan hệ                                       | Dwyer, Schurr, and Oh (1987); Morgan and Hunt (1994); Berry (1995) | - Mở rộng sang bối cảnh B2B - Động cơ, thái độ quan trọng được xác định - Mở rộng phạm vi phản hồi của khách hàng được xem xét trong trải nghiệm của khách hàng                                                                                      |
| Năm 2000                 | Quản trị quan hệ khách hàng                                | Reinartz and Kumar (2000); Verhoef (2003); Bolton, Lemon, and Verhoef (2004); Rust, Lemon, and Zeithaml (2004); Payne and Frow (2005); Neslin (2006); Kumar and Shah (2009) | - Xác định các điểm tiếp xúc chính và động cơ. - Tổng hợp và phân tích các dữ liệu. - Các khía cạnh đa kênh kết hợp. - Xác định các yếu tố cụ thể của trải nghiệm khách hàng liên quan đến nhau và kết quả kinh doanh như thế nào.                   |
| Từ năm 2000 đến năm 2010 | Lấy khách hàng làm trung tâm và tập trung vào khách hàng   | Sheth, Sisodia, and Sharma (2000); Gulati and Oldroyd (2005); Shah (2006)                                                                                                   | - Quan điểm lấy khách hàng làm trung tâm đối với doanh nghiệp. - Khai thác và tập trung sâu hơn vào dữ liệu khách hàng. - Tập trung vào thiết kế lại trải nghiệm khách hàng từ góc độ khách hàng.                                                    |
| Những năm 2010           | Sự tham gia của khách hàng                                 | Libai (2010); Van Doorn (2010); Kumar, Peterson, and Leone (2010); Hollebeek, Glynn, and Brodie (2014)                                                                      | - Nhận ra giá trị của việc khách hàng không mua sản phẩm. - Kết hợp thái độ, cảm xúc và hành vi tích cực và tiêu cực. - Các khái niệm nền tảng kết hợp phương tiện truyền thông xã hội. - Nhận thức rõ hơn vai trò của khách hàng trong trải nghiệm. |

## Tính đa chiều của trải nghiệm khách hàng
Mặc dù vẫn tuân thủ quy tắc cơ bản rằng một trải nghiệm tốt phải toàn diện và nhất quán liên quan đến một người ở các cấp độ khác nhau và tuân theo khái niệm trước đó, Chiara Gentile và cộng sự của mình dựa trên phân tích về khái niệm tâm lý của Pinker (1997) phân biệt ba hệ thống cơ bản - cảm giác, nhận thức và ảnh hưởng. Mỗi hệ thống có cấu trúc riêng, nguyên tắc riêng và tương tác lẫn nhau. Ngoài ra, khi xem xét một người, các nghiên cứu này còn tính đến lối sống, hành vi và các mối quan hệ.
Hơn nữa, tính đa chiều của trải nghiệm cũng được công nhận rộng rãi trong các tài liệu y khoa. Chẳng hạn, nhiều nghiên cứu về sinh lý thần kinh ủng hộ quan niệm rằng “nỗi đau” là một trải nghiệm đa chiều bao gồm các thành phần cảm giác, nhận thức và cảm xúc (Fulbright và cộng sự, 2001).
Do đó, từ những tài liệu này và các công trình khoa học khác (Brakus, 2001; Schmitt, 2003), Chiara Gentile và cộng sự định nghĩa “Trải nghiệm khách hàng như một cấu trúc đa chiều được tạo ra bởi nhiều thành phần”. Tuy nhiên, nghiên cứu đã chứng minh rằng khách hàng hầu như không bao giờ nhận ra loại cấu trúc như vậy. Ngược lại, Chiara Gentile và cộng sự hy vọng rằng khách hàng sẽ cảm nhận được từng trải nghiệm là một cảm giác phức tạp nhưng thống nhất và mỗi thành phần khó phân biệt với các thành phần khác.
Như đã đề cập ở trên, việc khái niệm hóa các thành phần cơ bản Trải nghiệm khách hàng của Chiara Gentile và cộng sự có một số yếu tố tương đồng với mô hình do Schmitt (1999) đưa ra và với kết quả nghiên cứu của Fornerino (2006). Ông Bash Schmitt (1999) đề xuất một khái niệm mô-đun về khái niệm trải nghiệm khách hàng. Cụ thể, Schmitt xác định năm mô-đun trải nghiệm chủ yếu: trải nghiệm cảm giác (giác quan); trải nghiệm tình cảm (cảm thấy); trải nghiệm nhận thức sáng tạo (suy nghĩ); Trải nghiệm thể chất, hành vi và lối sống (hành động); và các trải nghiệm về bản sắc xã hội xuất phát từ việc liên quan đến một nhóm tham chiếu hoặc văn hóa (liên quan).
Do đó, rút ra từ các tài liệu hiện có, các thành phần (trải nghiệm) mà Chiara Gentile và cộng sự đã đưa ra giả thuyết rằng các yếu tố của trải nghiệm khách hàng là:
1. Yếu tố cảm quan: là sự kích thích ảnh hưởng đến các giác quan; một lời đề nghị, với mục đích cung cấp trải nghiệm cảm giác tốt, có thể chỉ ra đó là thị giác, thính giác, xúc giác, vị giác và khứu giác để khơi dậy cảm quan thẩm mỹ, sự phấn khích, sự hài lòng, cảm giác về cái đẹp.
2. Yếu tố cảm xúc: liên quan đến một hệ thống xúc cảm thông qua việc tạo ra tâm trạng, cảm giác, cảm xúc; một đề nghị có thể tạo ra trải nghiệm đặc biệt để tạo mối quan hệ xúc cảm với công ty, thương hiệu hoặc sản phẩm của họ.
3. Yếu tố nhận thức: được kết nối với quá trình suy nghĩ hoặc ý thức; một đề nghị có thể thu hút khách hàng sử dụng sự sáng tạo của họ trong các tình huống để giải quyết vấn đề; hơn nữa một công ty có thể khiến người tiêu dùng xem xét lại một ý tưởng thông thường về sản phẩm hoặc một số giả định tâm lý thông thường.
4. Yếu tố thực dụng: đến từ hành động thực tế để làm một cái gì đó. Trên thực tế, nó không chỉ đề cập đến việc sử dụng sản phẩm trong giai đoạn sau khi mua, mà còn mở rộng đến tất cả các giai đoạn trong vòng đời sản phẩm.
5. Yếu tố lối sống: xuất phát từ sự khẳng định hệ thống các giá trị và niềm tin của con người thường thông qua việc áp dụng lối sống và hành vi. Việc đề xuất các trải nghiệm thường xuyên như vậy bởi chính sản phẩm và mức tiêu thụ/sử dụng của nó trở thành phương tiện gắn kết với các giá trị nhất định mà công ty, thương hiệu thể hiện hoặc khách hàng chia sẻ.
6. Yếu tố quan hệ: liên quan đến con người, bối cảnh xã hội của khách hàng, mối quan hệ của họ với người khác hoặc cả với hình mẫu lý tưởng. Việc tận dụng trải nghiệm đó bằng một sản phẩm nhằm khuyến khích khách hàng sử dụng/tiêu dùng cùng với những người khác hoặc niềm đam mê chung có thể dẫn đến việc tạo ra một cộng đồng. Cuối cùng, sản phẩm cũng có thể là một phương tiện để khẳng định bản sắc xã hội, tạo ra cảm giác thuộc về hoặc phân biệt với một nhóm xã hội.

## Các giai đoạn của trải nghiệm khách hàng
Từ nghiên cứu của Katherine N. Lemon & Peter C. Verhoef và nghiên cứu của Howard và Sheth 1969; Neslin 2006; Pucinelli 2009, trải nghiệm của khách hàng có thể được khái niệm hóa trong ba giai đoạn tổng thể: trước khi mua, trong khi mua và sau khi mua. Rất nhiều nghiên cứu trong lĩnh vực trải nghiệm khách hàng nghiệm đã được thực hiện nhằm kiểm tra toàn bộ hành trình của khách hàng. Tuy nhiên, sự xuất hiện của nghiên cứu về ba giai đoạn này đã làm cho quá trình trải nghiệm của khách hàng trở nên dễ dàng quản lý hơn. Quá trình này được kết hợp từ những trải nghiệm của khách hàng trong quá khứ (bao gồm những lần mua hàng trước đó) và những yếu tố bên ngoài khác.
Trong mỗi giai đoạn, khách hàng sẽ được trải nghiệm các điểm tiếp xúc, các doanh nghiệp chỉ có thể kiểm soát một trong số các điểm tiếp xúc đó. Quá trình này (được tóm tắt trong Hình 1) có thể giúp kiểm tra trải nghiệm khách hàng trong suốt hành trình của họ, cũng như mô hình hóa những tác động của các điểm tiếp xúc khác nhau đối với trải nghiệm của khách hàng.

### Trước khi mua
Giai đoạn đầu tiên này bao gồm tất cả sự tương tác của khách hàng với thương hiệu, danh mục sản phẩm và môi trường trước khi giao dịch mua hàng. Tài liệu tiếp thị truyền thống đã mô tả giai đoạn trước khi mua là các hành vi về sự nhận biết, tìm kiếm và xem xét. Về lý thuyết, giai đoạn này có thể bao gồm toàn bộ trải nghiệm của khách hàng trước khi chi trả cho một sản phẩm. Tuy nhiên, trên thực tế, giai đoạn này bao gồm trải nghiệm của khách hàng từ khi bắt đầu nhận biết nhu cầu/mục tiêu/động lực để xem xét đáp ứng nhu cầu/mục tiêu/động lực đó với việc mua hàng (Hoyer 1984; Pieters, Baumgartner và Allen 1995).
Một số điểm tiếp xúc trước khi mua thường được sử dụng bởi các công ty bao gồm các trang web, truyền miệng, thư trực tiếp, nghiên cứu, tài trợ, quan hệ công chúng và quảng cáo. Thiết kế mỗi điểm tiếp xúc trước khi mua này không chỉ nhằm định hình nhận thức và kỳ vọng của khách hàng về thương hiệu mà còn tăng nhận thức về thương hiệu, giúp người tiêu dùng tiềm năng hiểu tại sao thương hiệu này tốt hơn thương hiệu cạnh tranh và giá trị mà thương hiệu mang lại trong việc thỏa mãn nhu cầu và mong muốn của họ.

### Trong khi mua
Giai đoạn thứ hai bao gồm tất cả các tương tác của khách hàng với thương hiệu và môi trường diễn ra việc mua hàng, thường được đặc trưng bởi các hành vi như lựa chọn, đặt hàng và thanh toán. Trong nghiên cứu về bán lẻ và sản phẩm tiêu dùng, các hoạt động về trải nghiệm mua sắm đã được chú trọng nhiều hơn (Baker và cộng sự 2002; Ofir và Simonson 2007). Việc có nhiều điểm tiếp xúc sẽ dẫn đến khách hàng bị quá tải thông tin.
Điểm tiếp xúc ở hoạt động này của các công ty thường bao gồm (nhưng không giới hạn) ở cửa hàng và tiếp xúc trực tiếp với đại diện khách hàng. Mục đích của các điểm tiếp xúc này là để tăng giá trị mà người tiêu dùng nhìn thấy đối với những gì thương hiệu đang cung cấp và để đảm bảo họ đã chọn đúng thương hiệu. Trong các tương tác này, điều cần thiết là thu hút sự tin tưởng trong tâm trí người tiêu dùng bằng cách chứng minh những gì một công ty đang cung cấp tốt hơn nhiều so với đối thủ.

### Sau khi mua
Giai đoạn thứ ba bao gồm các tương tác của khách hàng với thương hiệu và môi trường của họ sau khi mua thực tế. Giai đoạn này bao gồm các hành vi như sử dụng và tiêu thụ, tương tác (với doanh nghiệp) sau khi mua (như đánh giá) và yêu cầu các dịch vụ hỗ trợ. Tương tự như giai đoạn trước khi mua, về mặt lý thuyết, giai đoạn này có thể kéo dài theo thời gian từ giai đoạn mua đến hết vòng đời của khách hàng. Trên thực tế, các khía cạnh của trải nghiệm khách hàng ở giai đoạn sau khi mua này thực sự liên quan đến chính thương hiệu hoặc sản phẩm/dịch vụ.
Sản phẩm trở thành một điểm nhấn quan trọng trong giai đoạn này. Nghiên cứu về giai đoạn thứ ba này đã tập trung vào trải nghiệm tiêu dùng (Holbrook và Hirschman 1982); phục hồi dịch vụ (Kelley và Davis 1994); quyết định trả lại sản phẩm (Wood 2001), mua lại (Bolton 1998) hoặc tìm kiếm sự đa dạng (McAlister và Pessemier 1982), cũng như các hành vi không mua hàng khác như truyền thông miệng (Van Doorn và cộng sự 2010).
Điểm tiếp xúc sau khi mua có thể bao gồm các chương trình khách hàng thân thiết, khảo sát sự hài lòng của khách hàng, các hoạt động bảo hành và giảm giá, bảo trì thường xuyên và nhắc nhở về những đổi mới của thương hiệu trên các sản phẩm hoặc dịch vụ. Mặc dù các điểm tiếp xúc này mang đến cơ hội phát triển thương hiệu và cơ hội cho các doanh nghiệp tăng cường tăng trưởng bền vững và có lợi nhuận, nhưng hầu hết chúng đều bị bỏ qua. Điểm tiếp xúc trải nghiệm sau khi mua nhằm mục đích đưa ra lời hứa thương hiệu, để đáp ứng những nhu cầu cần thiết hoặc vượt quá mong đợi của khách hàng. Đồng thời, điểm tiếp xúc ở giai đoạn này cũng hỗ trợ tăng hiệu suất sử dụng, xây dựng lòng trung thành và sự ủng hộ của khách hàng đối với thương hiệu.
Nghiên cứu của Court và cộng sự vào năm 2009  đã cho thấy rằng trong giai đoạn sau khi mua, một sự kích thích có thể xảy ra ảnh hưởng đến lòng trung thành của khách hàng với thương hiệu (mua lại, tương tác với doanh nghiệp trong tương lai) hoặc bắt đầu lặp lại giai đoạn trước khi mua và xem xét thêm các lựa chọn thay thế.

## Ảnh hưởng của các nhân tố tác động đến trải nghiệm khách hàng

### Điểm tiếp xúc (touchpoint)
Điểm tiếp xúc là bất kỳ những điểm tương tác giữa thương hiệu và khách hàng, có thể là thông qua tiếp xúc trực tiếp, thông qua trang web, ứng dụng hoặc bất kỳ hình thức giao tiếp nào. Những tương tác này diễn ra ở nhiều nơi (cả trực tuyến lẫn ngoại tuyến) và vào nhiều thời điểm khác nhau (Aashish Pahwa, 2019).

#### Vai trò của điểm tiếp xúc trong trải nghiệm khách hàng
Điểm tiếp xúc hỗ trợ khách hàng trong suốt hành trình trải nghiệm của họ. Trải nghiệm khách hàng được hình thành từ các yếu tố cụ thể, có thể kiểm soát bởi công ty, chính là các điểm tiếp xúc. Vì vậy, các công ty từ lâu đã nhấn mạnh các điểm tiếp xúc với vai trò quan trọng trong việc nắm bắt nhiều khoảnh khắc quan trọng khi khách hàng tương tác với tổ chức và các dịch vụ trong suốt hành trình mua hàng (Alex Rawson, Ewan Duncan, và Conor Jones. 2013).
Bên cạnh đó, khách hàng đánh giá chất lượng trải nghiệm của họ dựa trên tất cả cuộc gặp gỡ trực tiếp và gián tiếp với mọi phòng ban chức năng của công ty, các kênh và các điểm tiếp xúc, chẳng hạn như truyền thông tiếp thị, quảng cáo, Internet và chăm sóc sau bán hàng (Payne và cộng sự 2008; Voss và cộng sự 2008). Do vậy, một khi nghiên cứu sâu hơn nữa, có thể nói,từng điểm tiếp xúc, trải nghiệm riêng lẻ đều là một phần đáng để xem xét về hành vi của khách hàng.

#### Lợi ích của việc sử dụng hiệu quả điểm tiếp xúc trong trải nghiệm khách hàng
Cả hai bên công ty - khách hàng đểu có lợi thông qua các tương tác tại điểm tiếp xúc.
Đầu tiên, thương hiệu có thể hiểu người tiêu dùng tốt hơn, có thể truyền tải nhiều thông điệp thương hiệu tốt hơn và cải thiện sự tham gia của người tiêu dùng. Trong khi người tiêu dùng có thể nhận được những giá trị trải nghiệm tốt, sự hài lòng về thương hiệu và nhu cầu của họ được thỏa mãn.
Không chỉ vậy, công ty có thể hưởng lợi từ các điểm tiếp xúc vì nó hỗ trợ mở rộng truyền thông tiếp thị bằng cách tăng phạm vi tiếp cận, tính chính xác của thông điệp và giảm các tin tức tiêu cực. Khách hàng cũng có thể giao tiếp tốt hơn với công ty, được hỗ trợ kịp thời khi có sự cố xảy ra.
Ngoài ra, công ty đạt được hiệu quả trong các trải nghiệm tương tác với khách hàng sẽ nâng cao nhận thức về thương hiệu, chất lượng sản phẩm, dịch vụ và lòng trung thành của khách hàng hơn. Đổi lại, người tiêu dùng được hưởng lợi từ việc đăt độ tin cậy vào thương hiệu. Rủi ro trong việc mua, sử dụng một sản phẩm bị giảm hoặc loại bỏ vì sự gia tăng niềm tin vào thương hiệu. (Lusch, Robert F.; Vargo, Stephen L. (2014-12-18))

### Bản đồ hành trình khách hàng (Customer Journey Maps)

#### Vai trò của điểm bản đồ hành trình trong trải nghiệm khách hàng
Sau khi đã xác định rằng điểm tiếp xúc ảnh hưởng đến từng giai đoạn của hành trình khách hàng, làm thế nào để hiểu sâu sắc về chúng? Bản đồ hành trình khách hàng là một công cụ cần thiết để hiểu các mối quan hệ giữa những điểm tiếp xúc và cách chúng ảnh hưởng đến từng giai đoạn của hành trình khách hàng.
Bản đồ hành trình khách hàng không chỉ là một bản đồ bình thường, nó là một bản đồ của trải nghiệm (Risdon, 2013). Khi thực hiện đúng, CJM liên quan đến tất cả các bộ phận của tổ chức. CJM nhấn mạnh và ghi lại các giai đoạn khác nhau của bất kì hoạt động nào trong hành trình, giúp công ty thoát ra khỏi những vấn đề khó khăn và nhìn rõ hơn hành trình trải nghiệm của khách hàng (Risdon, 2013, tr.104).

#### Lợi ích của việc sử dụng hiệu quả bản đồ hành trình trong trải nghiệm khách hàng
Một công ty có thể kiểm soát nhiều hơn đối với điểm tiếp xúc không thuộc sở hữu thương hiệu hoặc có thể biến một điểm tiếp xúc thuộc sở hữu bên ngoài thành một điểm tiếp xúc thuộc sở hữu công ty. Có được hiểu biết về bản đồ hành trình khách hàng sẽ cho phép công ty biết về hành vi của người tiêu dùng và kinh tế học hành vi, có thể tạo ra những cú huých nhỏ ở điểm chạm tưởng chừng tương đối vô hại nhưng có ảnh hưởng đáng kể đến hành vi khách hàng.
Bản đồ hành trình khách hàng có thể trở nên thích nghi hơn, hướng tới những hành trình được cá nhân hóa và thu hút khách hàng trong việc phát triển hành trình của riêng họ trong quá trình mua hàng.
Tùy thuộc vào mức độ phức tạp trong quy trình lập bản đồ, bản đồ có thể làm nổi bật các cơ hội, điểm đau, và kêu gọi hành động, (Risdon, 2011). Ngoài ra, bản đồ hành trình khách hàng còn cho chúng ta một góc nhìn khách quan hơn khi lấy người dùng làm trung tâm của các dịch vụ và cung cấp một cơ hội để chứng kiến trải nghiệm của khi khách hàng hoàn thành điều gì đó.
Bản đồ hành trình khách hàng có thể được xem như là một công cụ và quy trình rất hữu ích và mạnh mẽ. Cho dù được sử dụng một mình hoặc kết hợp với các công cụ khác, nó cũng giúp công ty hiểu được cách khách hàng thực sự sử dụng và được cung cấp sản phẩm, dịch vụ. CJM, với độ chính xác phù hợp, mô tả các điểm tiếp xúc khác nhau và làm nổi bật các bộ phận của công ty mà tại đó người dùng tương tác trên hành trình của họ.
Ngoài ra, nó cũng là một công cụ tuyệt vời để mở ra các cuộc trao đổi giữa các bộ phận khác nhau trong công ty. Khi bản đồ hành trình khách hàng đi qua từng các phòng ban và hệ thống phân cấp khác nhau, nó có thể giúp từng bộ phận hiểu được mối liên kết và bắt đầu làm việc cùng nhau để tập trung vào việc cung cấp sản phẩm, dịch vụ ở mức cao nhất.

### Ảnh hưởng của các nhân tố khác

#### Mối liên hệ giữa các thái độ về kênh trong các giai đoạn mua khác nhau
Cụ thể, Verhoef, Neslin và Vroomen (2007) nhấn mạnh mối quan hệ giữa các thái độ về kênh trong các giai đoạn mua khác nhau. Họ cho thấy thái độ của khách hàng đối với việc tìm kiếm trong các kênh có liên quan trực tiếp đến khả năng mua hàng. Ngoài ra, trải nghiệm trong quá khứ có thể ảnh hưởng đến trải nghiệm hiện tại thông qua sự hình thành kỳ vọng và độ liên quan trong đánh giá trải nghiệm (Lervik-Olsen, Van Oest và Verhoef 2015). Những hiệu ứng này đã liên tục được thể hiện trong nghiên cứu về sự hài lòng của khách hàng ở cả cấp độ cá nhân và tổng hợp (Bolton và Drew 1991; Rego, Morgan và Fornell 2013; Verhoef và Van Doorn (2008). Bolton và Lemon (1999) cho thấy trải nghiệm trước đó ảnh hưởng đến sự hài lòng hiện tại, từ đó ảnh hưởng đến tương lai sử dụng. Cụ thể là khách hàng phát triển mối quan hệ với các thương hiệu (Fournier 1998), ảnh hưởng đến bản sắc của họ (Bhattacharya và Sen 2003).

#### Tác động bên ngoài
Ngoài ra, các tác động bên ngoài cũng rất ảnh hưởng đến trải nghiệm của khách hàng (Verhoef 2009). Môi trường bên ngoài có thể đóng vai trò lớn, có ảnh hưởng đến trải nghiệm của khách hàng (ví dụ: thời tiết xấu làm giảm giá trị của một sự kiện thể thao ngoài trời; sự kiện chính trị ảnh hưởng đến việc mua hoặc tiêu thụ sản phẩm, dịch vụ). Bối cảnh bên ngoài cụ thể trong đó một trải nghiệm phát sinh có thể cũng có ảnh hưởng đáng kể đến trải nghiệm khách hàng.
Ở cấp độ vĩ mô, kinh tế nhà nước cũng có thể ảnh hưởng đến trải nghiệm của khách hàng (Fornell, Rust và Dekimpe 2010; Kumar và cộng sự. 2014). Gần đây nghiên cứu đã chỉ ra tác động của các sự kiện nội bộ lớn (khủng hoảng dịch vụ) ảnh hưởng như thế nào đến trải nghiệm của khách hàng: những khủng hoảng này có cả tác động ngắn hạn và dài hạn, và cần nhiều nỗ lực hơn để đạt lại được trải nghiệm của khách hàng so với các cuộc khủng hoảng trước đây (Gijsenberg, Van Heerde và Verhoef 2015). Những sự kiện này có thể cũng là toàn ngành (ví dụ: khủng hoảng tài chính), với các cơ chế tương tự. Điều quan trọng, tất cả những sự kiện này có thể ảnh hưởng đến các điểm tiếp xúc cụ thể đóng góp vào trải nghiệm chung của khách hàng (Hunneman, Verhoef và Sloot 2015; Ou2014).

## Đo lường trải nghiệm khách hàng
Đo lường trải nghiệm khách hàng đóng một vai trò quan trọng trong việc giúp cho công ty kích hoạt các insights ở khách hàng. Ở cấp độ cao, các công ty cố gắng đo lường và đánh giá khách hàng về trải nghiệm chung với họ thông qua vô số các số liệu. Lý tưởng nhất, có các phương pháp đo lường đã được chứng minh cho trải nghiệm chung của khách hàng, ở từng giai đoạn trong hành trình của khách hàng (trước khi mua, trong khi mua và sau khi mua) và cho tất cả các điểm tiếp xúc.
Trong các nghiên cứu được thực hiện hiện nay đang dần trở nên bị phân mảnh nhiều. Gần đây, các học giả và các học viên đã bắt đầu đo lường trải nghiệm khách hàng tổng thể. Lĩnh vực này đang trong giai đoạn phát triển ban đầu, với nhiều quy mô vẫn đang được đánh giá và xem xét về tính hợp lệ bên trong và bên ngoài của chúng.
Tuy nhiên, những biện pháp đo lường trải nghiệm khách hàng trên tổng thể vẫn chưa đạt được lực kéo trong thực tiễn tiếp thị. Điều này có thể là do sự trì hoãn trong việc nghiên cứu, hoặc nhiều khả năng nhất đó là khó khăn trong việc phát triển một bộ biện pháp duy nhất nắm bắt đầy đủ trải nghiệm của khách hàng trên các ngành và kênh. Tại thời điểm này, có thể xem một số kết quả khả quan của các phương pháp tiếp cận đã được xác nhận trong nhiều ngành, chẳng hạn như năm khía cạnh chính của chất lượng dịch vụ: độ tin cậy, sự đảm bảo, sự hữu hình, sự đồng cảm và sự đáp ứng (Parasuraman, Zeithaml và Berry 1988), là điểm khởi đầu để mở đường cho những nỗ lực hướng tới phương pháp đo lường trải nghiệm khách hàng tổng thể.
Khía cạnh phát triển nhất của đo lường trải nghiệm khách hàng liên quan đến nhận thức của khách hàng về các phần của hành trình hoặc về trải nghiệm khách hàng tổng thể. Trong thực tiễn tiếp thị, quan sát thấy việc sử dụng mạnh mẽ các số liệu phản hồi của khách hàng như một phép đo dễ dàng về trải nghiệm của khách hàng. Các số liệu này thường không nắm bắt được toàn bộ trải nghiệm khách hàng như đã được định nghĩa phía trên. Thay vào đó, các công ty có xu hướng sử dụng các biện pháp đơn giản, thường là một mục dễ hiểu bởi quản lý cấp cao và có thể được đưa vào bảng điều khiển tiếp thị. Các công ty có xu hướng đo lường các khía cạnh cụ thể của trải nghiệm khách hàng, chẳng hạn như nhận thức của khách hàng tại một thời điểm, cho một giao dịch hoặc như một nhận thức bao quát. Sự hài lòng của khách hàng là thước đo phản hồi khách hàng chi phối trong nhiều năm và các nhà nghiên cứu tiếp thị và tiêu dùng đã thực hiện hàng ngàn nghiên cứu về các tiền đề của sự hài lòng, đo lường sự hài lòng của khách hàng.

### NPS (Net Promoter Score) - Chỉ số đo lường sự hài lòng của khách hàng
Mặc dù có bằng chứng mạnh mẽ về sự hài lòng của khách hàng như một thước đo quan trọng trong khoa học tiếp thị, các chuyên gia tư vấn đã đề xuất các số liệu mới. Cụ thể, Reichained (2003) đã đề xuất thành công NPS (Net Promoter Score) - Chỉ số đo lường sự hài lòng của khách hàng - như một thước đo mới và các công ty hàng đầu đã áp dụng nó, một phần vì bản chất trực quan của nó. Thành công của thước đo này cũng có thể là do các công ty không hài lòng với chỉ số hài lòng của khách hàng vì những thay đổi về điểm số này thường được coi là hạn chế và các công ty có thể không biết cách ảnh hưởng đến nó. Vì vậy, mặc cho các báo cáo lớn hàng năm được công ty viết ra nhưng kết quả của những báo cáo này lại không được sử dụng. Ngày nay, một số công ty báo cáo NPS trong bảng điều khiển nội bộ (hàng ngày, hàng tuần và hàng tháng), cũng như trong các báo cáo hàng năm của họ cho các cổ đông. Các nhà nghiên cứu cũng đã gợi ý rằng NPS là một thước đo hướng tới tương lai.
Kể từ khi giới thiệu NPS, các nhà nghiên cứu đã điều tra chất lượng dự đoán của các số liệu khác nhau. Một vấn đề của các nghiên cứu ban đầu về NPS là họ đã không sử dụng một số liệu tương tự cho NPS (ví dụ, Keiningham 2007; Morgan và Rego 2006). Kết luận chung của các nghiên cứu ban đầu là NPS không phải là một số liệu nên được ưu tiên cho sự hài lòng của khách hàng. Nhiều nghiên cứu gần đây đã cung cấp một cái nhìn đa sắc thái hơn. Van Doorn, Leeflang và Tijs (2013) báo cáo không có sự khác biệt lớn giữa NPS và sự hài lòng của khách hàng, mặc dù liên kết với một số số liệu tài chính và số liệu phản hồi của khách hàng nói chung là thấp.
De Haan, Verhoef và W Diesel (2015) kiểm tra khả năng dự đoán của các số liệu này để duy trì khách hàng và kết luận rằng sự khác biệt giữa NPS và sự hài lòng là nhỏ, mặc dù kết quả của họ dường như thích các số liệu chuyển đổi thu được từ sự phát sinh của các hiệu ứng hệ phi tuyến, có thể lấy một ví dụ như sau: sự hài lòng của khách hàng (Oliver, Rust và Varki 1997). Tuy nhiên, kết quả nghiên cứu của họ cho thấy rằng NPS và sự hài lòng của khách hàng vượt trội hơn so với các phương pháp khác và cũng đề xuất rằng việc kết hợp các số liệu giúp cải thiện hiệu suất dự đoán. Cuối cùng, họ báo cáo sự khác biệt giữa các ngành công nghiệp mà không tìm thấy các mô hình hệ thống. Nghiên cứu gần đây cũng tập trung vào giá trị của các số liệu tương đối (ví dụ: sự hài lòng so với đối thủ cạnh tranh) là yếu tố dự báo tốt về hành vi của khách hàng (Keiningham 2015). Các nghiên cứu cho đến nay cho thấy những điều sau đây: Vẫn chưa có thỏa thuận về các phương pháp đo lường mạnh mẽ để đánh giá tất cả các khía cạnh của trải nghiệm khách hàng trong suốt hành trình của khách hàng; phương pháp thử nghiệm lâu dài, chẳng hạn như DỊCH VỤ, có thể cung cấp một điểm khởi đầu tốt.
Như vậy, có thể rút ra một số kết luận như sau:
- Sự hài lòng của khách hàng và NPS thực hiện tốt như nhau trong việc dự đoán hiệu suất của công ty và hành vi của khách hàng, mặc dù hiệu suất dự đoán khác nhau giữa các bối cảnh cụ thể.
- Việc chuyển đổi các số liệu để tính đến các hiệu ứng hệ phi tuyến tiềm năng do các khái niệm như sự hài lòng của khách hàng là hữu ích.
- Số liệu phản hồi của khách hàng tập trung vào một miền cụ thể của trải nghiệm khách hàng (ví dụ: Điểm nỗ lực của khách hàng) không mạnh trong việc dự đoán hiệu suất trong tương lai.
- Càng nhiều số liệu phản hồi của khách hàng sẽ càng dự đoán tốt hơn  về hành vi của khách hàng.

## Quản trị trải nghiệm khách hàng

### Định nghĩa quản trị trải nghiệm khách hàng
Schmitt (2003, tr.17) định nghĩa quản lý trải nghiệm khách hàng là quá trình quản trị chiến lược toàn bộ trải nghiệm của một khách hàng với một sản phẩm hoặc công ty. Theo quan điểm của Schmitt, quản lý trải nghiệm khách hàng bao gồm năm bước:
1. Phân tích toàn bộ những gì xung quanh trải nghiệm của khách hàng
2. Xây dựng nền tảng trải nghiệm
3. Thiết kế trải nghiệm thương hiệu
4. Cấu trúc trải nghiệm của khách hàng
5. Tham gia vào sự đổi mới liên tục

Quan điểm này cũng được phản ánh trong một số các nghiên cứu học thuật khác. Ví dụ như theo Homburg và các cộng sự (2015), quản lý trải nghiệm khách hàng được định nghĩa là tư duy văn hóa hướng tới trải nghiệm của khách hàng, định hướng chiến lược để thiết kế trải nghiệm của khách hàng, và khả năng của công ty để liên tục làm mới trải nghiệm của khách hàng, với mục tiêu đạt được là duy trì lâu dài lòng trung thành của khách hàng trực tiếp. Homburg và cộng sự đã lưu ý rằng các công ty sẽ có thể thiết kế hành trình qua nhiều điểm tiếp xúc, xây dựng trên khả năng riêng của công ty hoặc kết hợp với các liên minh. Các tác giả khác cũng tranh luận về một tư duy định hướng trải nghiệm trong các công ty, dường như có mối liên hệ rõ ràng với định hướng lấy khách hàng làm trung tâm (Shah 2006). Một số công ty đã xem việc quản lý trải nghiệm khách hàng là một phần của CRM nâng cao hơn. Tuy nhiên, như thảo luận của Homburg (2015), quản lý trải nghiệm khách hàng khác với CRM trên nhiều khía cạnh, trong đó quản lý trải nghiệm khách hàng nhấn mạnh việc tạo ra giá trị mạnh mẽ nhiều hơn.

### Vai trò của việc quản trị trải nghiệm khách hàng
Các tổ chức đang nâng cao việc quản lý trải nghiệm của khách hàng như là một mục ưu tiên hàng đầu của họ trong việc nỗ lực xây dựng lòng trung thành của khách hàng về nhãn hiệu, kênh, và dịch vụ (Badgett 2007). Quản lý chất lượng trải nghiệm khách hàng đã trở thành một thành phần chiến lược quan trọng cho tất cả các tổ chức, công ty. Họ tin rằng trải nghiệm của khách hàng là yếu tố quyết định chính của đánh giá chất lượng dịch vụ. Các tác giả cũng nhấn mạnh tầm quan trọng của khả năng phân tích dữ liệu lớn để hiểu và cá nhân hóa hành trình của khách hàng (xem thêm Verhoef, Kooge và Walk 2016; Wedel và Kannan 2016).

### Quản trị trải nghiệm khách hàng hiệu quả
Ba khía cạnh cụ thể của việc quản lý trải nghiệm khách hàng: Thiết kế hành trình khách hàng và điểm tiếp xúc; Quản lý vai trò của mạng lưới các liên minh, đối tác; Tổ chức nội bộ.
Do đó, muốn quản trị trải nghiệm khách hàng hiệu quả, các công ty phải cải thiện, quản lý tốt ba khía cạnh trên. Sau đây là cách thức các tác giả đề xuất để quản lý ba khía cạnh.
- Thiết kế hành trình khách hàng và điểm tiếp xúc

Patrício, Fisk, and Falcão e Cunha (2008) mở rộng phương pháp tiếp cận bản vẽ thiết kế dịch vụ để thiết kế sự tương tác giữa các điểm tiếp xúc như là một cách để tối ưu hóa trải nghiệm khách hàng. Trong một nghiên cứu gần đây, Baxendale, Macdonald và Wilson (2015) đã đánh giá tác động của nhiều tương tác và sự hấp dẫn nội tại của những tương tác này với nhiều điểm tiếp xúc trong việc thay đổi sở thích thương hiệu. Từ sự thay đổi sở thích thương hiệu đó, các công ty làm tốt việc này có thể mang lại cho khách hàng những trải nghiệm giúp họ hài lòng hơn với sản phẩm, dịch vụ.
- Quản lý vai trò của mạng lưới các liên minh, đối tác

Tax, McCutcheon và Wilkinson (2013) đã kiểm tra toàn bộ mạng lưới cung cấp dịch vụ. Họ mô tả rằng tất cả các dịch vụ khác có thể ảnh hưởng đến trải nghiệm khách hàng. Họ xác định ba cấp độ cụ thể của mạng lưới cung cấp dịch vụ mở rộng từ các liên minh, đối tác.
Đầu tiên và điển hình nhất là mạng lưới điều phối khách hàng. Tại đây, khách hàng nắm quyền kiểm soát và chịu trách nhiệm cho tất cả các hoạt động bên ngoài liên quan đến việc trải nghiệm (ví dụ: Khi dùng bữa tại nhà hàng, khách hàng tự mình đặt phòng, vận chuyển hành lý, thanh toán và tự thao tác các dịch vụ phụ trợ như chăm sóc trẻ em). Mạng lưới này dẫn đến mức độ kiểm soát của công ty thấp hơn và độ không chắc chắn cao hơn.
Hình thức thứ hai là mạng dựa trên điều phối viên dịch vụ, trong đó khách hàng có thể thuê ngoài một điều phối viên sự kiện, như ở công ty du lịch. Ở đây, công ty đầu mối vẫn có mức độ kiểm soát thấp và có khả năng không chắc chắn cao vì sự phối hợp là giới hạn trong mạng lưới.
Hình thức thứ ba là mạng lưới điều phối công ty, trong đó công ty có vai trò chính trong việc kết nối và điều phối tất cả các khía cạnh của trải nghiệm của khách hàng. Trong mạng lưới này, công ty đạt được mức độ kiểm soát tốt hơn, độ không chắc chắn thấp hơn và hiểu biết thêm về toàn bộ trải nghiệm của khách hàng (xem thêm Patrício, Fisk, và Constantine 2011; Patrício, Fisk, và Falcão e Cunha 2008; Sampson 2012; Teixeira và cộng sự 2012). Để quản lý trải nghiệm khách hàng hiệu quả, các công ty cần xem xét về mạng lưới điều phối công ty nhiều hơn.
- Tổ chức nội bộ

Quản lý trải nghiệm khách hàng cũng ảnh hưởng đến công ty. Do đó, Homburg và cộng sự (2015) đặc biệt đề cập đến sự cần thiết của các công ty để phát triển một định hướng đáp ứng trải nghiệm khách hàng. Trong các tài liệu tiếp thị đã được mở rộng có chú ý đến định hướng lấy khách hàng làm trung tâm trong các công ty (Shah và cộng sự 2006). Đầu tiên, các công ty có cơ hội để có cái nhìn mới mẻ về trải nghiệm tổng thể của khách hàng, xác định, xem xét cách tiếp cận mới và công nghệ có thể loại bỏ các điểm đau. Các yếu tố cảm xúc đạt được bằng cách sử dụng các chương trình tạo động lực: khách hàng nhận được phần thưởng thông qua sự tham gia nhiệt tình trong một thử thách nào đó mà công ty tổ chứ. Các trường hợp khác nhấn mạnh tầm quan trọng của việc sử dụng khoa học dữ liệu hoặc khả năng hiệu quả của dữ liệu lớn (Big Data) trong việc phát triển hành trình của khách hàng.